# Kirche Emern

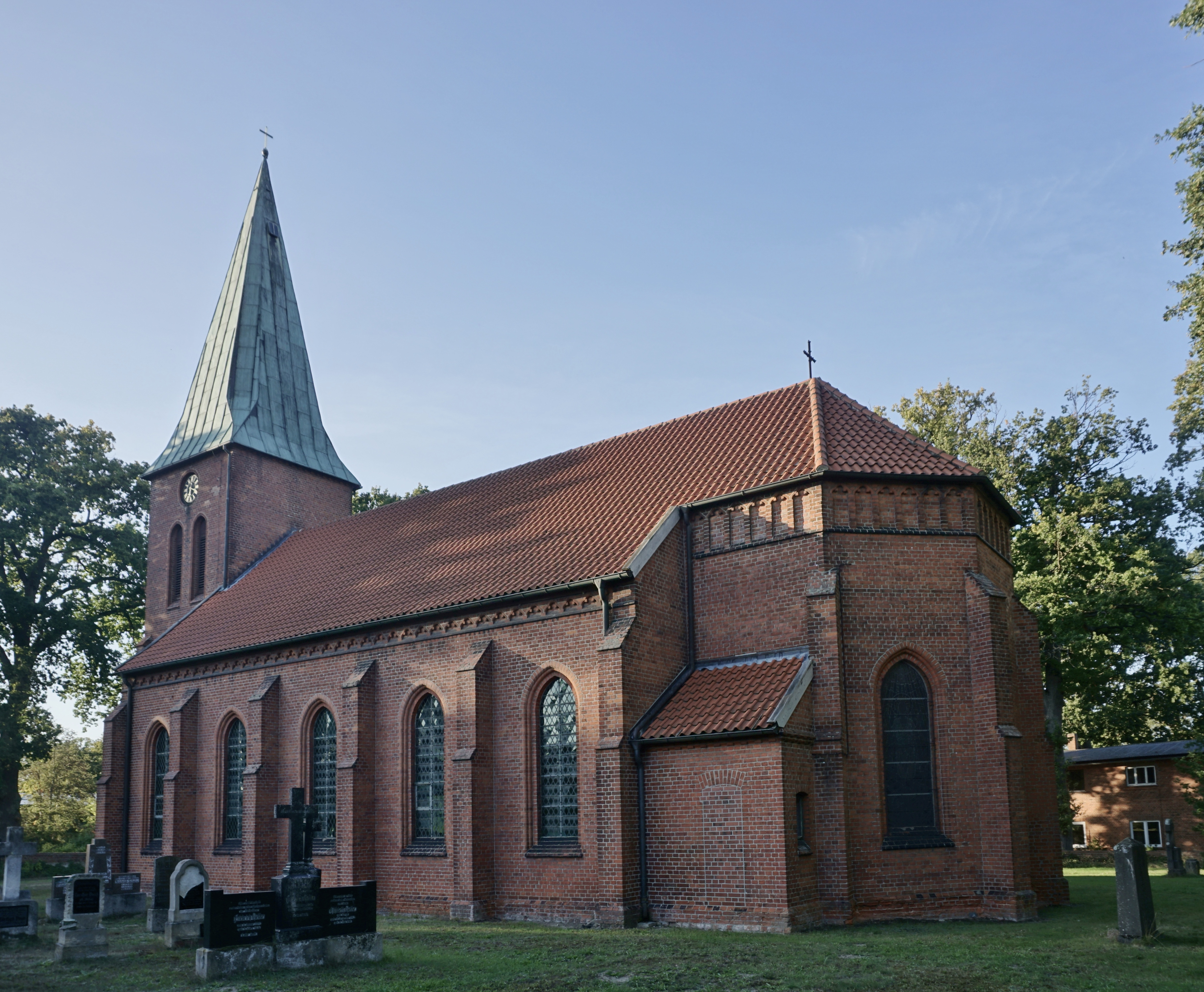
Kirche in Emern

Die evangelisch-lutherische Kirche Emern in Emern, einem Ortsteil von Wrestedt in der Samtgemeinde Aue im Landkreis Uelzen, ist eine neugotische Backsteinkirche.

## Geschichte
Der Vorgängerbau, eine alte Feldsteinkapelle aus dem 14. Jahrhundert, überstand zwar den Dorfbrand 1845 weitestgehend, wurde aber trotz dessen 1893 abgerissen und durch den heutigen Kirchenbau von Conrad Wilhelm Hase ersetzt. Der Neubau wurde am 22. Oktober 1893 geweiht und erhielt 1898 zwei neue Glocken sowie eine Turmuhr.
Der wuchtige Bau erwies sich für das kleine Dorf allerdings schnell als überdimensioniert.
Bei Kämpfen zwischen deutschen und US-amerikanischen Truppen wurden im April 1945 der Altarraum sowie die Fenster vollständig zerstört und daraufhin bis 1951 erneuert. Eine grundlegende Renovierung des Kirchturms folgte 1969.
Seit dem 1. Januar 1974 gehört die Kirche zur Kirchengemeinde Lehmke.

## Architektur & Ausstattung
Die Kirche in Emern ist ein stattlicher und gleichzeitig schlichter neugotischer Backsteinbau mit Westturm. Die Saalkirche ist mit einem eingerückten Chor ausgestattet und in Ost-West-Orientierung ausgerichtet. Der Westturm besitzt ein vierseitiges Pyramidendach, das zunächst mit einer Schiefereindeckung ausgestattet war, welche durch Kupfer bei der Renovierung 1969 ersetzt wurde.
Der Innenraum wird durch eine blau-weiße Farbgestaltung geprägt. Die Wände sind weiß gehalten, wohingegen das Gestühl und die Holzbalkendecke blau angemalt wurden. Die Buntglasfenster vom Glasmeister Georg Flohrmann aus Uelzen zeigen die Kreuzigung und Auferstehung.
Die Kirche besitzt einen neugotischen Altaraufsatz, der eine Kopie des im Zweiten Weltkrieg zerstörten Originals darstellt. Hervorzuheben ist weiterhin die hölzerne Kanzel aus der Erbauungszeit. Die ehemalige gotische Kanzel aus dem 16. Jahrhundert wurde beim Neubau an das Museum Lüneburg abgegeben und dort 1945 bei einem Bombenangriff zerstört.

## Orgel
Die Kirche erhielt 1893 eine neue Orgel von Furtwängler & Hammer aus Hannover, deren Prospektpfeifen aus Zinn im Ersten Weltkrieg eingeschmolzen und spätestens 1953 ersetzt wurden.

## Geläut
Die Kirche ist mit zwei Läuteglocken ausgestattet. Die größere wurde von Friedrich Wilhelm Schilling 1965 geschaffen und ersetzte die 1942 im Zweiten Weltkrieg zu Rüstungszwecken eingeschmolzene Glocke aus der Radlerschen Glockengießerei. Die kleinere Läuteglocke aus Bronze wurde 1898 von der Radlerschen Glockengießerei gegossen.